# Christophe Colomb

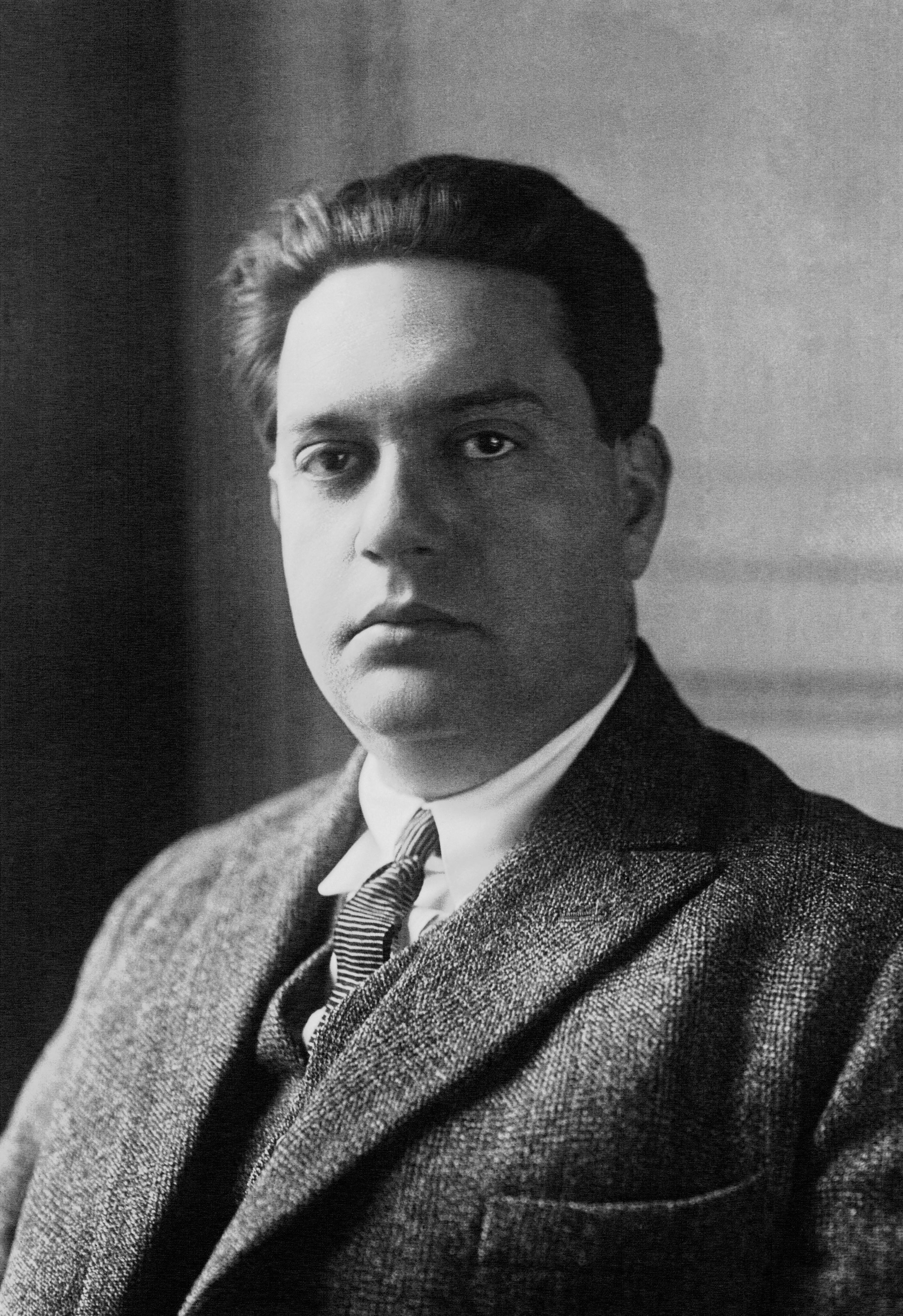
Compositor francés Darius Milhaud (1892-1974).

Christophe Colomb (Cristóbal Colón) es una ópera en dos partes con música de Darius Milhaud y libreto del poeta Paul Claudel, basado en su propia obra Le livre de Christophe Colomb. Se estrenó en la Staatsoper de Berlín el 5 de mayo de 1930 en traducción alemana por Rudolph Stephan Hoffmann. 

## Personajes
| Personaje              | Tesitura      | Reparto del estreno Director: Erich Kleiber |
| ---------------------- | ------------- | ------------------------------------------- |
| Joven Colombo          | barítono      | Theodor Scheidl                             |
| Viejo Colombo          | bajo          | Emanuel List                                |
| Reina Isabel de España | soprano       | Delia Reinhardt                             |
| La esposa de Colombo   | soprano       | Margherita Perras                           |
| Mayordomo              | tenor         | Fritz Soot                                  |
| El rey de España       | bajo          |                                             |
| Maestro de ceremonias  | tenor         |                                             |
| Narrador               | papel hablado |                                             |